# Sant Grau del Puig d'Urús
Sant Grau del Puig d'Urús és una ermita del municipi d'Urús (Cerdanya) dedicada a Sant Grau o Sant Guerau d'Orlhac i protegida com a bé cultural d'interès local.

## Descripció

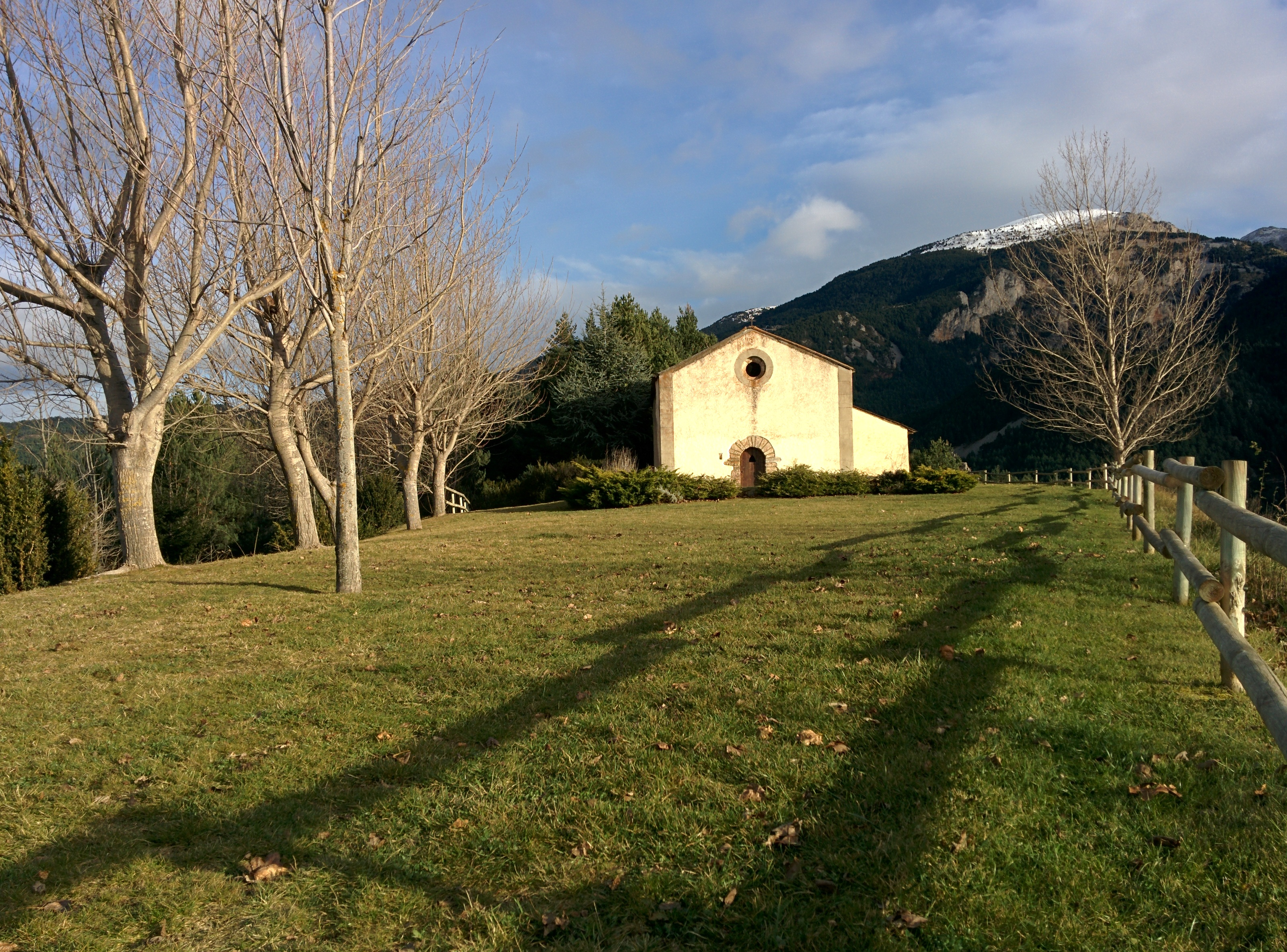
Ermita de Sant Grau

Ermita ubicada damunt d'un turó, rectangular i sense absis. D'una sola nau, la qual des de la meitat fins a l'altar és de volta de canó. La resta de la nau té una volta més aplanada. A la dreta de l'altar hi ha la sagristia que sobresurt a l'exterior. A l'esquerre de la porta hi ha unes escales. La portalada és de mig punt sense cap mena d'ornamentació. Damunt de la porta hi ha un ull dona claror a l'interior. No té campanar.

## Història
El comte de Foix i Arnald de Castellbó, amb els seus exèrcits, desbotaren l'església, emportant-se molts objectes i assotaren al capellà al peu de l'altar.